# Bluefield (West Virginia)
Bluefield is een plaats (city) in de Amerikaanse staat West Virginia, en valt bestuurlijk gezien onder Mercer County.

## Demografie
Bij de volkstelling in 2000 werd het aantal inwoners vastgesteld op 11.451.
In 2006 is het aantal inwoners door het United States Census Bureau geschat op 11.053, een daling van 398 (-3,5%).

## Geografie
Volgens het United States Census Bureau beslaat de plaats een oppervlakte van
22,6 km², geheel bestaande uit land. Bluefield ligt op ongeveer 799 m boven zeeniveau.

## Plaatsen in de nabije omgeving
De onderstaande figuur toont nabijgelegen plaatsen in een straal van 20 km rond Bluefield.

## Geboren
- John Forbes Nash jr. (1928-2015), wiskundige en Nobelprijswinnaar (1994)
- Norman I. Platnick (1951-2020), arachnoloog en hoogleraar